# Liste der Monuments historiques in Thoraise
Die Liste der Monuments historiques in Thoraise führt die Monuments historiques in der französischen Gemeinde Thoraise auf.

## Liste der Immobilien
| Bezeichnung | Beschreibung   | Standort                    | Kennzeichnung | Schutzstatus | Datum | Bild |
| ----------- | -------------- | --------------------------- | ------------- | ------------ | ----- | ---- |
| Bauernhof   | 1736/37 erbaut | 20 route de Besançon (Lage) | PA25000062    | Inscrit      | 2009  |      |

## Liste der Objekte
| Bezeichnung      | Beschreibung           | Standort                                | Kennzeichnung | Schutzstatus | Datum | Bild |
| ---------------- | ---------------------- | --------------------------------------- | ------------- | ------------ | ----- | ---- |
| Weihwasserbecken | Stein, bezeichnet 1696 | in der Kirche Sts-Pierre-et-Paul (Lage) | PM25002424    | Inscrit      | 1975  |      |